# Joan Baptista Pla i Agustí
Joan Baptista Pla i Agustí (Balaguer, circa 1720 - Stuttgart (Baden-Württemberg), 1773) fou un compositor i oboista català.
Joan Baptista va néixer a Balaguer en una família de músics que varen desenvolupar una intensa activitat en el període de final del barroc, la qual fou una de les poques produccions musicals catalanes del rococó. Les composicions foren principalment obres per a oboè, flauta i saltiri. A partir de 1751, va treballar a les principals ciutats d'Europa, entre les quals hi hagué Pàdua, Stuttgart, Brussel·les, París, Venècia i Londres al costat del seu germà, Josep Pla i Agustí (1728-1762), que era músic de cambra. Junts interpretaven les seves pròpies obres tant a la cort del duc Carles I Alexandre de Württemberg, a Stuttgart, com a diferents sales de concerts en les seves gires.
Després de la mort de Josep, Joan Baptista se'n va anar a Lisboa com a intèrpret d'oboè i fagot. El 1763, va arribar a tocar com a solista un concert seu d'oboè en els Concerts Spirituels de París. El concert per a dues flautes o oboès, intitulat “Concert favorit” és una de les obres més significatives del seu gènere en la història de la música.
Els germans Pla varen deixar centenars de manuscrits que inclouen aproximadament 30 sonates per a trio i alguns concerts per a flauta i cordes.
Un altre germà seu, Manuel Pla (Torquemada, ? - Madrid, 13 de setembre de 1766), va ser violinista i clavicembalista a la cort de Madrid.
Morí a Stuttgart, on fou enterrat amb els màxims honors.

## Obres en CD
Les seves obres han estat rescatades i interpretades, entre d'altres, per Claudi Arimany i Jean-Pierre Rampal.
- Catalan Flute Music of the 18th Century. 1995. Interpretat per Claudi Arimany i Jean-Pierre Rampal.
- Pla: Flute Concertos. Interpretat per l'English Chamber Orchestra i Claudi Arimany
- Joan Baptista & Josep Pla: Trios per a oboès. 2007.Interpretat per Emiliano Rodolfi, Andreas Helm, Rossi Piceno.
- Galant with an Attitude. Interpretat per La Fontegara i Musicians of the Old Post Road.
- Cantates del segle XVIII. 2000. Interpretat per Camerata Catalana XVIII